# 中華人民共和国の地理
中華人民共和国の地理（ちゅうかじんみんきょうわこくのちり）では、主にユーラシア大陸にある中華人民共和国(以下:中国と略す)の地理を概説する。中国は物理的多様性に富んだ国である。華東部や中南部は肥沃な低地と丘陵で構成されていて、中国の農作物の生産地と人口の多い都市が集中している。西北部はゴビ砂漠やタクラマカン砂漠などの沈んだ流域や曲がった台地、連なった山塊等が広がっている。また、西南部は地球上最も高いテーブルマウンテンであるチベット高原を含んでいる。古代の中国は中原を中心に黄河の中流や下流などで独自の巨大な内陸市場を形成した。近年では約18,000kmにも及ぶ海岸で盛んに貿易が行われているため沿岸部での人口が増加している。
中国は約9,600,000 km2の国土を有している。ただし台湾、アクサイチン、トランス・カラコルム地域、南チベットなどの国境が定まっていない地域を含めるかによって変わってくる。現在のCIA「ワールド・ファクトブック」では9,596,960 km2となっている。中国はアメリカ合衆国と拮抗しており、総面積はアメリカ合衆国の測定しだいで3番目か4番目の大国となる。両国はロシアとカナダより小さく、ブラジルより大きい。

## 自然地理学上の中国

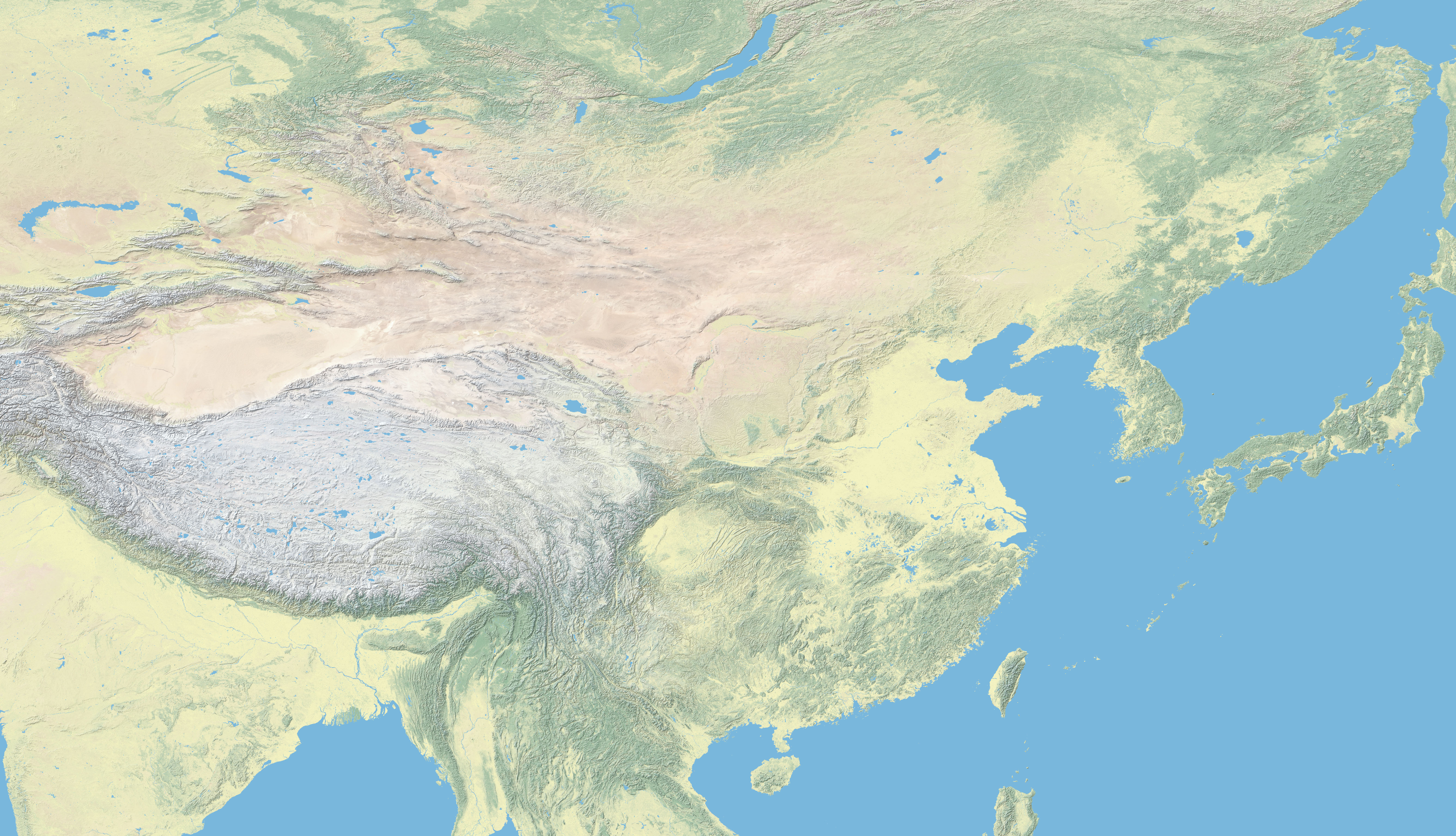
中国の地形図

中国は地誌学上、政府が決めた中国東部(東北平原、華北平原、南丘)、新疆-モンゴル、チベット高原の5つの地域に細分化される。そのなかには、広大な盆地、高原、台地、丘陵地帯、様々な地理的特徴を持った砂丘等の多数の地形が見られる。一般的に、西高東低の地形である。山地(33%)、台地(26%)、丘陵地(10%) で中国の国土のほぼ7割を占める。流域の一部が砂漠となっているが、耕作可能な土地と人口のほとんどは低地平野(12%)と川沿いの盆地 (19%)に集中している。国土の険しい地形は陸上輸送のインフラ建設や広範囲の農業を維持するときの問題点となっているが、林業、鉱物、水力等の資源と、観光に活用している。

### 東部

#### 東北平原
上海の北東には広大な東北平原に広がる平坦な沿岸地帯がある。平原は北部にある大興安嶺山脈や小興安嶺山脈の近くの「中国の鶏」の王冠と称される地域にまで広がっている。東にある白頭山が北朝鮮との国境である。比較的生活しやすい気候と地形のため多くの中国人が住んでいる。

#### 華北平原
太行山脈は華北平原の西側を形成する。東は太平洋、南西には黄河がある。この平野は北を北京、南東を上海、南西を宜昌とした三角形で形成されている。この沖積平野は黄河と長江によって作られ、中国の中で最も人口が集中している地域の一つとなっている。この平野のにある山は山東省の泰山と、安徽省の太別山脈だけである。
北端にある北京は、太行山脈と燕山山脈に囲まれている。さらに北には遊牧民が暮らす乾燥した草原がある内蒙古高原がある。南部には伝統的に稲作を行っている家が多い農業地域がある。万里の長城は内蒙古高原の南端にある山脈に沿って建設された。明代に建てられた壁は渤海沿岸の上海から甘粛省の河西回廊まで東西約2,000 km以上に走っている。

#### 南丘
チベット高原の東側では、深く折り畳まれた1,000m～3,000m級の山脈が四川盆地に向かって広がっている。この地域の平均標高は約500mで、中国の中で最も人口が集中している地域の一つとなっている。四川盆地は、北部では崑崙山脈、秦嶺山脈、大巴山脈付近まで広がっている。秦嶺山脈と大巴山脈は中国本土を南北に分割する主要な山脈である。チベット高原の南東で四川盆地の南には中国南西部の大部分を占める雲貴高原がある。この高原は、平均標高が約2,000mあり、カルスト地形の景観が有名である。
長江の南の景観は山西省の北部のように、より険しくなる。湖南省と江西省はそれぞれ山脈に囲まれた盆地に省都がある。武陵山脈が湖南省から貴州省まで分けるようにそびえ立っている。羅霄山脈や井崗山が武夷山によって福建省から離れた湖南省と江西省を分ける。南東部の沿岸にある浙江省、福建省、広東省などは低地や山間部が合わさった険しい海岸を有する。広東省北東部を東西に横断する南嶺山脈は広東省から湖南省と江西省を塞いでいる。

### 新疆-モンゴル
崑崙山脈の北側の斜面と天山山脈の南側の斜面に囲まれたチベット高原の北西部には、タクラマカン砂漠を含む新疆ウイグル自治区にあるタリム盆地がある。この盆地は東西に約1,500km、南北に約600kmに及ぶ中国最大の盆地であり、平均標高は約1,000mである。盆地は東に向かって沈み、新疆東部のトゥルファン盆地まで続く。トルファン盆地にあるアイディン湖の湖底は最も低い場所で-154mとなり、中国で最も低い地点であり世界で3番目に低い地点である。この地点では49.6℃を記録し、中国の中で最も気温が高い地点の一つに記録されている。天山山脈の北部は新疆の中で2番目に大きいグルバンテュンギュト砂漠がある北疆盆地にある。北疆盆地はロシアやモンゴルとの国境になっているアルタイ山脈に囲まれている。
チベット高原の北東にはアルチン山脈、祁連山脈が崑崙山脈から分岐し東西に平行な山脈を形成している。北部の青海省には標高約2,600m～3,000mのツァイダム盆地があり、数多くの汽水湖や塩湖が存在する。祁連県の北部は、古代のシルクロードの一部であり新疆と中国本土を結んだ甘粛省の河西回廊であり、高速道路と新疆への道が横断している。さらに北には、標高約900～1,500mのモンゴル高原が北に向かって弧を描き、中国東北部の大興安嶺山脈につながる。
秦嶺山脈とモンゴル高原の間には陝西省、甘粛省、山西省、寧夏回族自治区の一部である約650,000km2に及ぶ世界でも類を見ない標高約1,000～1,500mの黄土高原がある。黄土高原はあり、黄土色の土壌で満たされていて、侵食された土壌が黄河に流れ出ている。そのため、黄河は黄土色であり、名前の由来となっている。黄土高原の東側は山西省の呂梁山脈によって塞がれていて、汾河沿いに狭い盆地がある。さらに東には、華北地域の中でも特徴的な地形を持つ河北省の太行山脈がある。

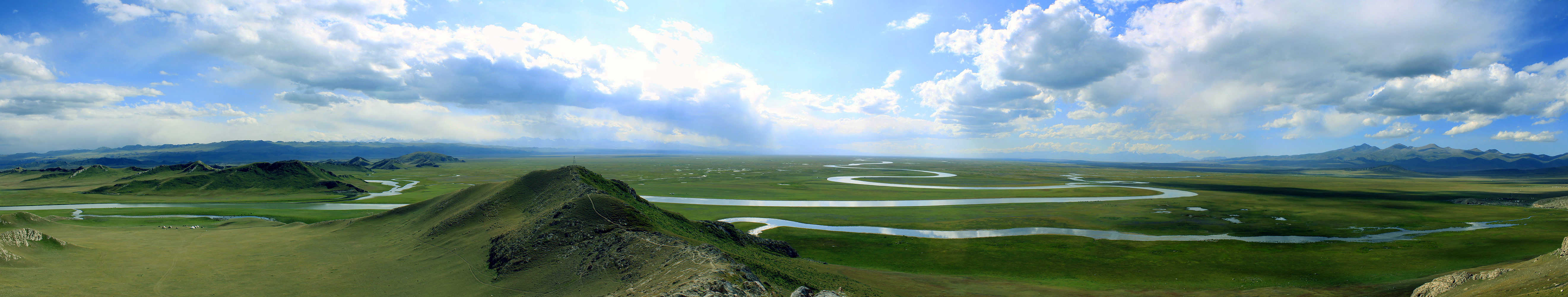
バヤンブラク草原国立自然保護区(新疆ウイグル自治区バインゴリン・モンゴル自治州和静県)

### チベット高原

#### 高原
ヒマラヤ山脈、カラコルム山脈、パミール高原、天山山脈などの世界の中でも高い山は南アジアや中央アジアなどから中国に向かってのびている。17の高い山の内、世界で最も高い山でありネパールとの国境にあるエベレスト(8,848m)や2番目に高いパキスタンとの国境にあるK2(8,611m)などの11の山は中国西部の国境にある。これらの西側の山から、地面が階段状に下がっている。
ヒマラヤ山脈の北部でありカラコルム山脈・パミール高原の東にあたる場所は、世界で最も広く高い台地で「世界の屋根」とよばれるチベット高原である。この台地は平均標高が4,000mで、中国の総面積の5分の1である250万km2を占める。北部では、パミール高原、カラコルム山脈、天山山脈が交わる場所から東へのびる崑崙山脈に裾を引く。

#### 高山
中国西部にある世界で最も高い17の山の内のエベレストやK2以外の9の山は、ネパール国境にあるヒマラヤ山系のローツェ(8,516m、第4位)、マカルー(8,485m、第5位)、,チョ・オユー(8,188m、第6位)、ギャチュンカン(7,952m、第15位)とパキスタン国境にあるカラコルム山系のガッシャーブルムI峰(8,080m、第11位)、ブロード・ピーク(8,051m、第12位)、ガッシャーブルムII峰(8,035m、第13位)、ガッシャーブルムIII峰(7,946m、第16位)、ガッシャーブルムIV峰(7,932m、第17位)である。チベット自治区ニャラム県チベットヒマラヤにあるシシャパンマ(8,013m、第14位) など、世界で最も高い14の山の内、9の山が中国国境にある。ヒマラヤ山脈の東側にあるヤルンツァンポ川(ブラマプトラ川の上流)の近くに位置するナムチャバルワ(7,782m、第28位)も中国の国境にある。
ヒマラヤやカラコルム山系以外の高い山は、新疆西部のパミール高原にあるコングール山(7,649m、第37位)、ムスタグアタ山(7,546m、第43位)、四川省西部にある大雪山系のミニヤコンカ(7,556m、第41位)、キルギスとの国境にある天山山脈最高峰のポベーダ山(7,439m、第60位)などがある。

### 河川と水道

中国の主な河川

中国にはそれぞれ100km2の流域をもつ約50,000の川があり、総延長は42万kmをこえる。その内1,500の川は1,000km2の流域をもつ。大半の河川は中国西部から東部の太平洋へと流れる。長江(揚子江)はチベットから華中を流れ、上海市付近の東シナ海へと流れる川である。総延長が約6,300km、流域面積が約180万km2あり、アマゾン川とナイル川の次に長い世界第3位の川である。次に長いのは黄河であり、チベットから迂回するように華北を通り山東省北海岸から渤海に流れる川である。総延長が約5,464km、流域面積が約75万2,000km2ある。主に黒竜江省を流れる黒竜江はロシアでは「アムール川」と呼ばれ、ロシアを1,249km、中国東北部を3,101km流れる。中国南部で一番長い川は珠江で、西江、北江、東江の3つの支流に加えて広州市、珠海市、マカオ、香港の近くで珠江デルタを形成している。他の主な河川は、中国東北部の遼河、北部の海河、東部の銭塘江、南東部のメコン川などがある。
北部と中国東北部の陸上流域を含めた流域面積は、中国全体の流域面積の40%を占める。多くの河川は湖や川から流れ込み、砂漠で蒸発するが、一部の川は灌漑に利用されている。
中国の領海は主に西太平洋の周辺海であり、海域は本土の海岸と約5,000の島の周辺である。黄海、東シナ海、南シナ海などは太平洋の周辺海である。主に南部の半分以上の海岸線は岩が多く、残りのほとんどは砂で形成されている。杭州湾がこの2種類の海岸を分ける。

#### 華北平原
平野に堆積した泥や砂を運搬する河川は、デルタを越えて続く華北平原で水位が下がる。その流れは人工の堤防によって支えられているので、平野から50m上にある隆起した山に流れる。 水面凍結、洪水、川の流れの変更などは何世紀にもわたって行われたため、古代から皇帝を選ぶときは堤防についての関心度の大きさで選んでいた。現代の中国では大規模な洪水対策と堤防の保全管理を行っている。
チベット高原の源流から流れる黄河は、中国の拡大に影響を及ぼした中心である華北平原を通って海に向かって流れる。漢民族は古代から豊かな沖積土をもち、帝国期の南北の輸送を行うために京杭大運河を建設した。華北平原は東北平原の隣接であるが、黄海の延長である渤海によって分けられている。
中国の他の人口密集地域と同様に、華北平原は洪水や地震の影響を多く受ける。北京から東に165km進んだ先にある鉱業の中心地の唐山市で1976年に起きた唐山地震は20世紀最大の地震であるとされている。
海河は長江のように西から東へと流れる川であり、天津市付近で合流する5つの河川によって構成され、70km離れた渤海に流れる。淮河は河南省の源流から洪沢湖などの湖を通って揚州市辺りで長江に合流する。

#### 東部平原と長江
崑崙山脈の続きである秦嶺山脈は、長江デルタから華北平原を分け、中国の2大区分の重要な境界線であり、言語や習慣に影響を与える文化的な境界でもある。秦嶺山脈の南側には長江沿岸の上流にある高い山で囲まれた四川盆地、中流や下流にある発達した多くの高密度地域がある。
中国で最も長く重要な水路である長江は、大半が航行可能であり膨大な水力発電力を持っている。チベット高原の源流から流れる長江は中国の中心部を通る約6,300kmを横断し、東シナ海に流れるまでに約1,800,000 km2の流域面積を流れる。約3億人が長江の中流と下流で生活している。この地域では小麦と米を多く生産している。四川盆地は高温多湿な気候で栽培期間が長いため、多くの作物を生産している。多くの鉱物資源を有する重要な工業地域であり、中心的に絹を生産する地域でもある。
東西の山脈の南端に位置する南嶺山脈は、中国の熱帯気候の地域を見下ろす。この気候によって、米の二期作が可能となっている。山脈の南東には、小さい三角州と狭い谷間の平野がある。珠江やその支流などの水路網で南部の大半を占めている。南嶺山脈の西側に位置する雲貴高原は、チベット高原の険しい山岳地帯に向かって標高1,200mと1,800mという2段階に分けて上がっている。

### 地質と天然資源
中国には数多くの鉱物資源があり、アンチモン、グラファイト、タングステン、亜鉛の世界最大の産出国である。他には、アルミニウム、ボーキサイト、石炭、石油、ダイヤモンド、金、鉄鉱石、鉛、磁鉄鉱、マンガン、水銀、モリブデン、天然ガス、リン鉱石、スズ、ウラン、バナジウム等の産出国としても有名である。中国の水力発電力は世界最大である。

### 土地利用
2005年発表の見積もりによると、中国の全ての土地のうち耕作可能な農地が14.86%(約1,400,000 km2)ある。そのうち恒久作物の栽培地が約1.3%(約116,580 km2)で、残りは一時的な作物が栽培されている。恒久作物の栽培地が比較的少なく、世界最大の人口を養うのに必要な収穫量を維持するために集中的に農業技術を推進したため、輸出をしても余剰な食糧がある。2004年には推定544,784 km2の土地が灌漑された。その他には国土の42.9%が牧草地、17.5%が森林に利用されている。

### 野生動物
中国は旧北区と東洋区という2つの生物地理区にある。旧北区ではウマ、ラクダ、ジェルボアなどの哺乳動物が見つかる。東洋区で見つかった種の中には、ベンガルヤマネコ,バンブーラット, ツパイ目の動物など多くの貴重な動物もいる。生息範囲の拡大により2つの区間じで多くの移動があったため、全ての気候でシカ、カモシカ、クマ、オオカミ、ブタ、ネズミ目の動物などが見られる。しかし、有名なジャイアントパンダは長江沿岸の限られた地域にしか見つからない。絶滅危惧種の取引は今も問題が残っているが、今は取引を取り締まる法律が施行されている。

## 人文地理学上の中国

### 歴史

濃い橙色の地域が中央平原である。

中国の歴史は、よく特定の地形の境界によって定義される戦略的分野の観点で説明される。漢民族は中原から始まり、軍事力を強めながら地元住人の抵抗も無く黄土高原、四川盆地、南丘(左図参照)を侵略した。人口増加率が比較的高かったことによって、漢王朝は軍事的にも人口統計的にも拡大を続けた。現代中国の嶺南、今日のベトナム北部、タリム盆地は漢王朝の軍隊が最初に制服した。北部の草原は常に、中国侵攻の中心であり、13世紀にはモンゴル全土を制圧しモンゴル帝国の元朝を創設した。現在の中国東北部の大半である満州と朝鮮半島は一部の期間を除き中国の支配下に無かった。満州は清朝後期に中国に統合され、以前は朝鮮の部族の故郷であった白頭山の西側も中国に併合された。

### 人口地理学上の中国

中国と台湾の領土の人口密度。東部の沿岸地域のほうが水路が発達しているため、西部の内陸部より人口密度が高い。

人口学的に人々の職業は耕作可能な土地の地形などに従っている。黒竜江省の黒河市から雲南省の騰衝市まで走っている黒河・騰衝線は、中国を地理的に人口がまばらな西部と密集している東部の2つに区分している。

### 中国の経済と地理
中国の経済は輸出指向になっている。沿岸にある地域は中国の経済発展からの恩恵を受け、新しい経済の中心地となった。政府は内陸部への移住を長年推進しており、2012年には西部の危機により政府は生産を国内市場向けに注力する政策を発表した。

### 行政区分
中国の行政区分は主に1949年から1954年までの行政再編のときに確定した。この行政再編は中国内で大きな論争を引き起こした。この再編で、広東省から広西チワン族自治区が独立し、トンキン湾への航行許可が出た。また、1988年に海南省が広東省から、1997年に重慶市が四川省からそれぞれ独立した。

### 領土問題

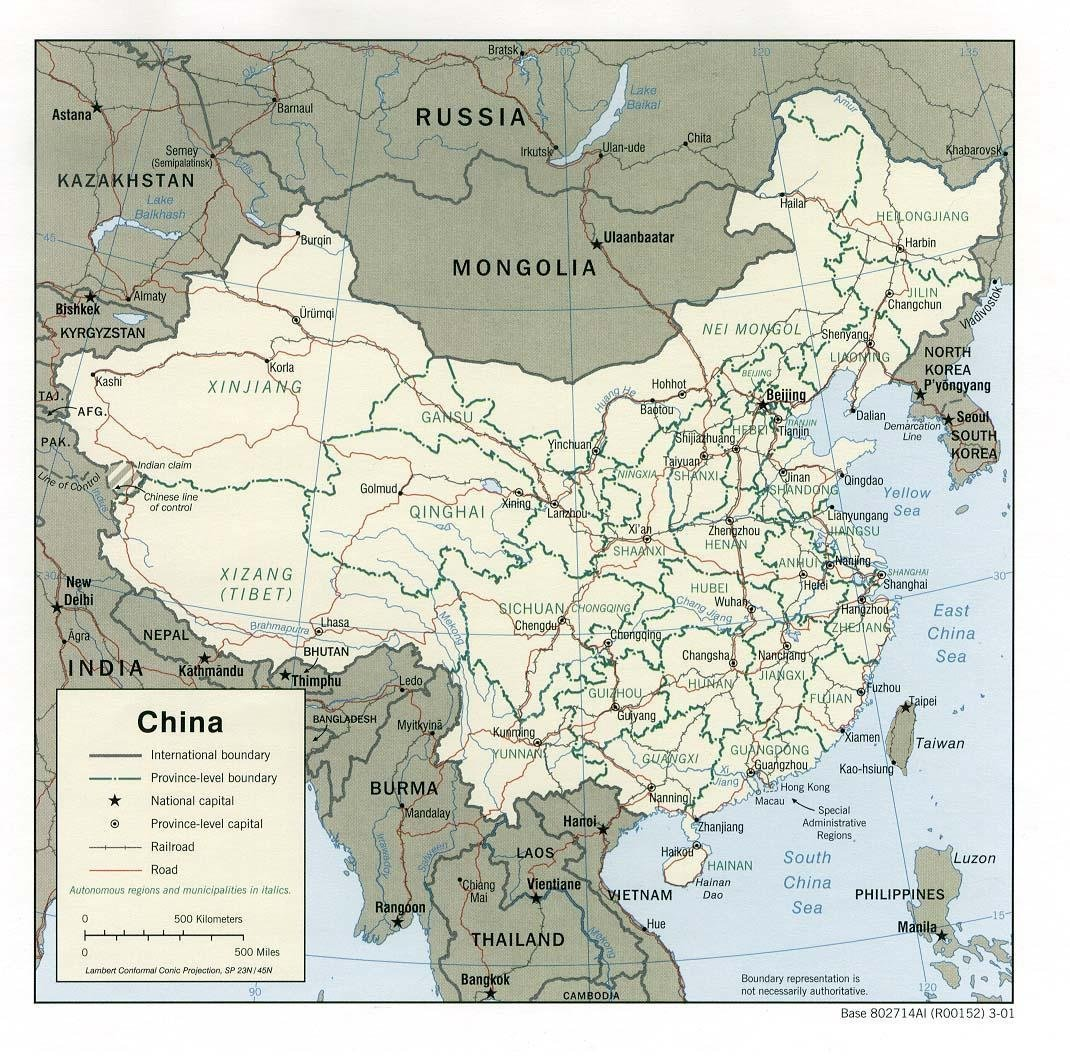
中国の地図(台湾を含めず、クリックして拡大)、出典:CIA

#### 中央アジアの国境問題
中国の国境は東アジアのほぼすべての大陸国と共有している12,000km以上の領土問題を起こし、様々な点で論争されてきた。西側の地域では、 中央アジアで旧・ソビエト連邦(以下:ソ連と略す)のアフガニスタン、パキスタン、中国が約1,000 km2に及ぶ多くの山と氷河に覆われた谷で構成されるパミール高原の国境線で争っていて、パミール高原の北部と東部は1987年から一部の国境が定まっていない。6,542kmにも及ぶソ連との国境は長年の争いの元であった。中国は1954年にシベリアのソ連領の大部分を自国の領土だとする地図を発表した。そのため中国東北部の内モンゴル自治区と黒竜江省のアルグン川、アムール川、ウスリー川沿いの地域は緊迫した情勢となった。両国とも軍隊を国境沿いに集め、国境挑発罪を訴えた。1986年9月にウラジオストクで行われたミハイル・ゴルバチョフ元書記長の演説で、中ソ国境問題について中国側に譲歩する姿勢をとった。翌年には、1979年のソ連のアフガニスタン侵攻後に破られていた国境協議を再開した。結局1987年後半までに国境は決まることはなかったが、両国とも中国東北部の境界を最優先で検討することとなった。2004年10月に中国はロシアと約4,300kmに及ぶ国境を境界線で締結することで合意した。

#### 南部の国境問題
ブータンの東側とブラマプトラ川(ヤルンツァンポ川)北部の広大な土地はインドによって支配されているが、中国が領有権を主張している。この地域は1914年にイギリスが決めた、ヒマラヤ山脈をなぞるような国境にするマクマホンラインによって決められインド側は承認したが、中国側は拒否した。1980年6月に中国が初めて20年にも及ぶインドとの国境紛争を解決しマクマホンラインを承認したため、ジャンムー・カシミール州のアクサイチンを中国に譲渡することを提案したが、インド側が提案を拒否した。しかし、この問題の別の解決法を選び出した。1986年7月に中国とインドは第7回国境会談を行ったが、領土問題はまったく進んでいなかった。両国とも、相手国の侵略であると主張し続けた。ほぼ全てのインドとの山岳・軍事境界線についてまだ多くの議論の余地があるが、北京市とニューデリーは最も紛争が少ない中間地点についての国境の議論の開始を約束している。インドは1964年の国境会談でパキスタンの中国への土地を承認していない。
中国とミャンマーの国境問題は、1960年10月1日に締結された中国-ミャンマー国境条約によって決まった。その後、1986年6月に国境最初の合同検査が行われ完了した。

#### 南シナ海・東シナ海の領土問題
中国は南シナ海の南沙諸島についてマレーシア、フィリピン、ベトナム、ブルネイと主権を争っている。2002年に発表された「南シナ海における締約国の行動に関する宣言」によって国際緊張は緩んだが、大半の当事国が望む契約の拘束力がある行動規範には達していなかった。また、中国はベトナムが領有権を主張している西沙諸島を支配し、東シナ海にある日本の領土である尖閣諸島の領有権を主張している。

### 気候と大気汚染

#### 気候

ケッペンの気候区分で色分けされた中国

中国の気候は緯度、経度、高度に大きな違いがあるため、南部は熱帯気候、北部は亜寒帯気候、チベット高原の標高が高い場所は高山気候と非常に多種多様となっている。モンスーンの風は陸地と海の熱吸収能力の違いによって引き起こされる。 夏には、東アジアのモンスーンが南から暖かく湿った風を運び、多くの国で年間降水量の大部分に及ぶ雨を降らす。逆に、シベリア高気圧は冬に発達し比較的冷たく乾燥した状態になる。モンスーンの動きが中国の雨季のタイミングを占めている。中国のほとんどは温帯に属しているが、その気候パターンは複雑である。
黒竜江省と内モンゴル自治区の両極端は亜寒帯気候に属している。それとは対照的に海南島の大部分と雲南省の南部国境周辺は熱帯気候に属している。冬の気温はかなり違うが、夏は気温がとても低くなる。例えば、黒竜江省漠河市の1月の平均気温が-30℃なのに対し、7月の平均気温は17℃を超える。対照的に海南島の1月の平均気温は17℃を超え、7月の平均気温は28℃を上回る。
降水量は、夏季には青海省北西部や新疆ウイグル自治区のトゥルファン盆地などの20mm未満から、広東省、広西チワン族自治区、海南省などの2,000mm以上と様々である。新疆ウイグル自治区の北疆地域のいくつかの地点では降水量が変化しないという東アジアの大部分である気候もある。
年間日照時間も四川省と重慶市の1,100時間未満から青海省北西部の3,400時間以上まで様々である。日の出の時間は季節や地域によって異なるが、全体的に北部とチベット高原は南部よりも日照時間が多い。

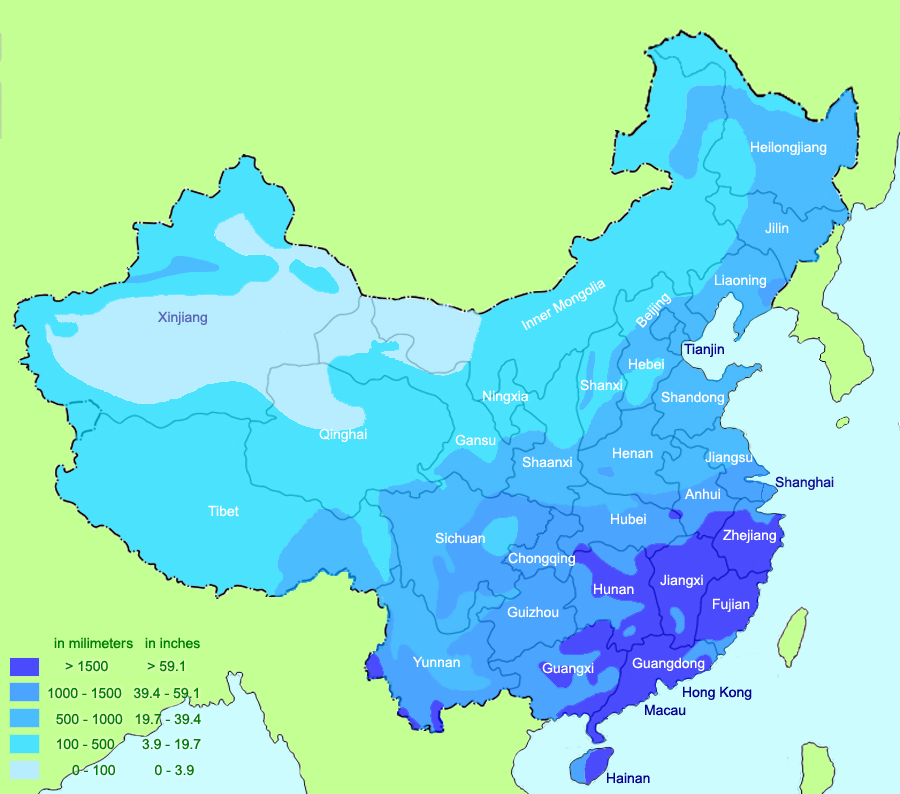
中華圏周辺の年間平均降水量
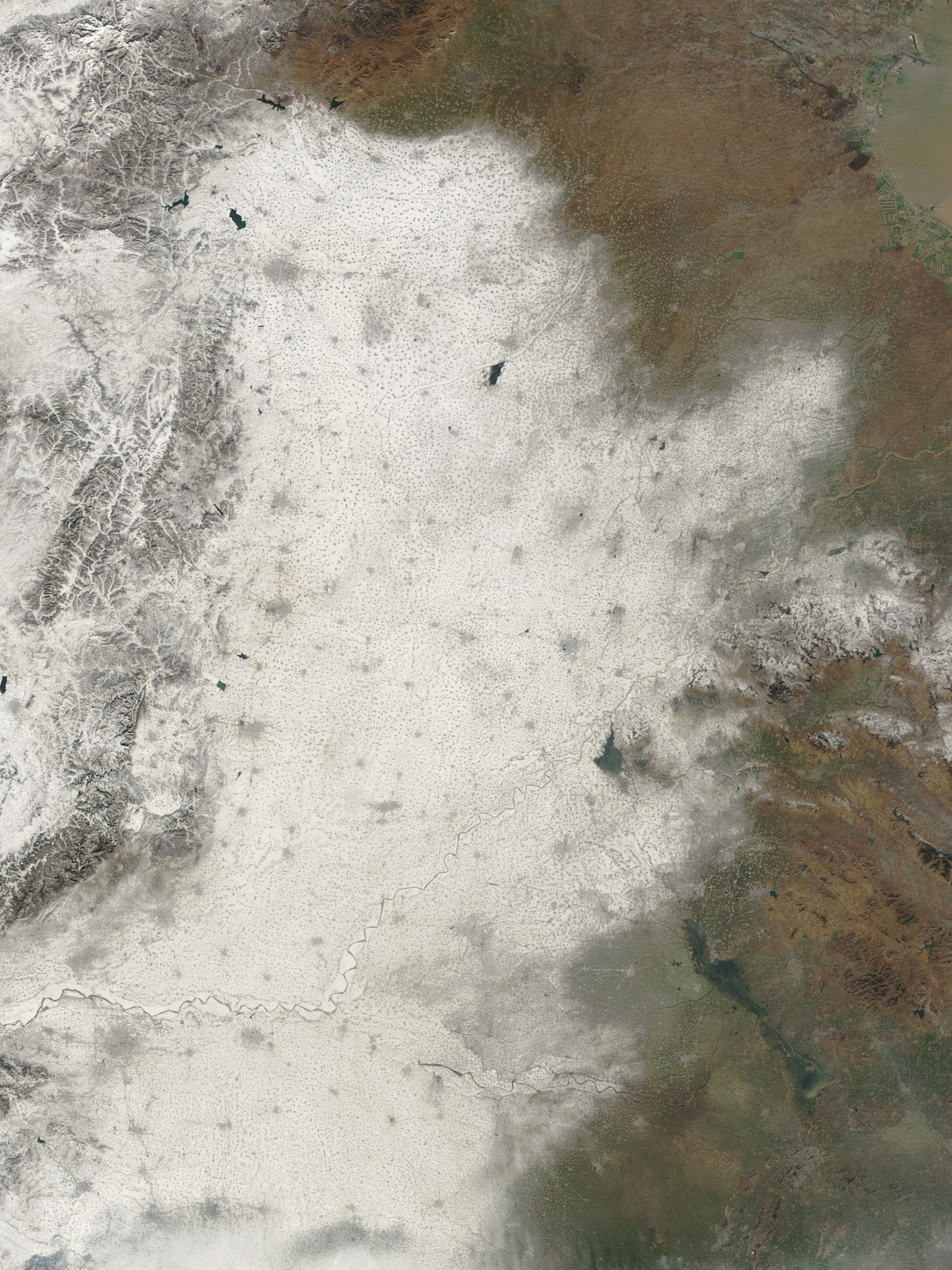
華北平原の一部を覆う早い時期の雪(河北省石家荘市周辺)
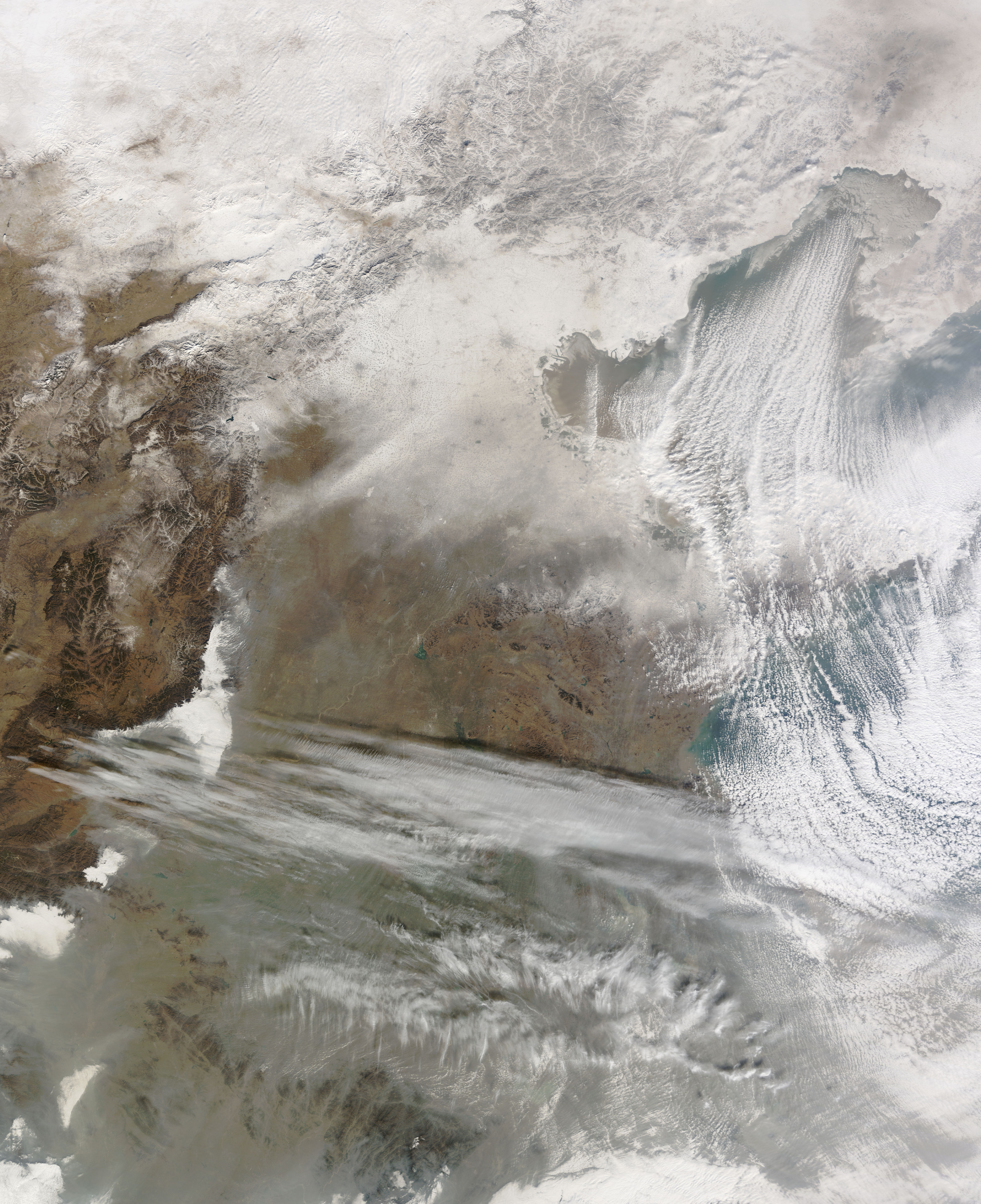
渤海周辺を取り巻く雪
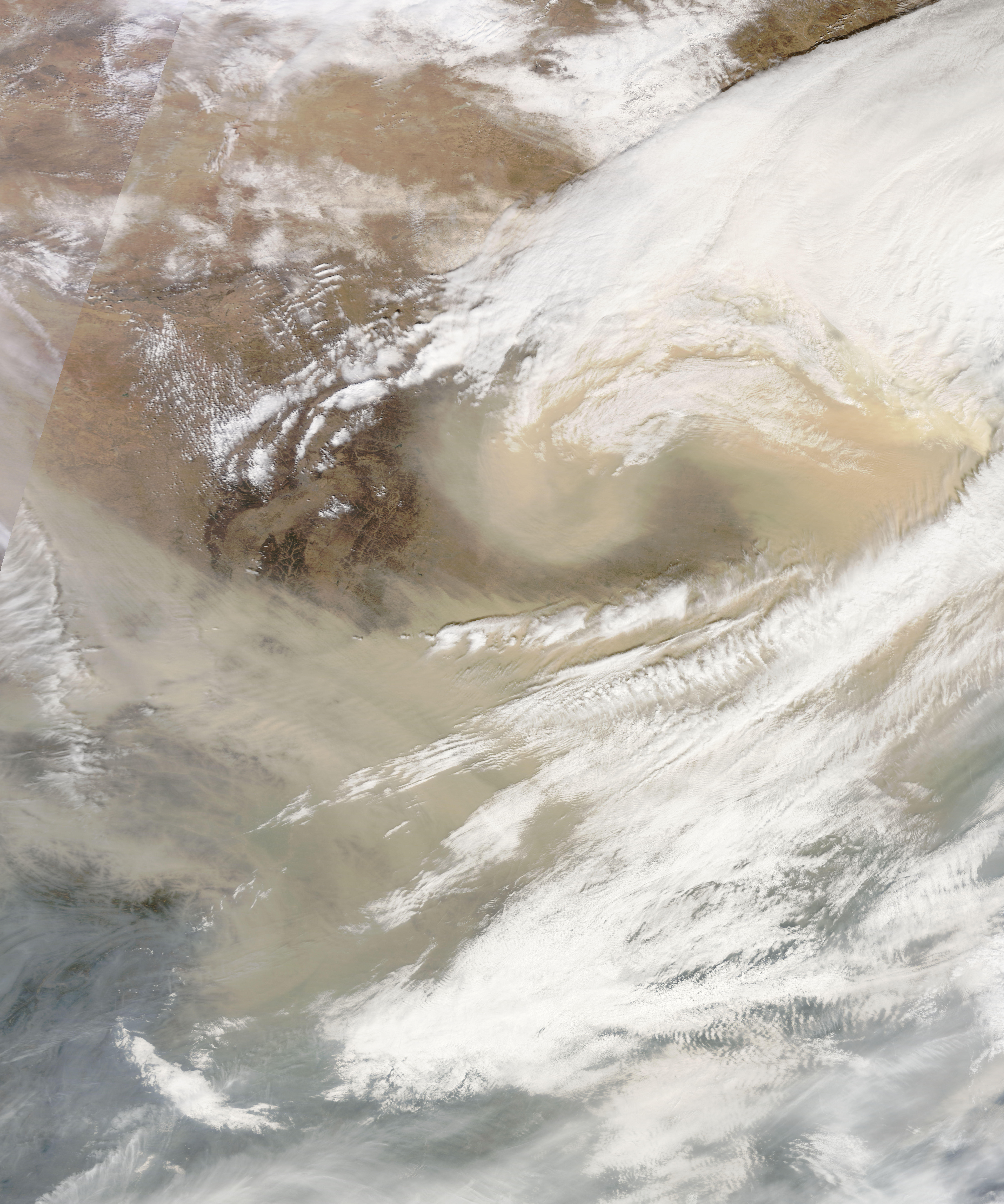
2010年の春先におきた砂嵐(内モンゴル自治区)
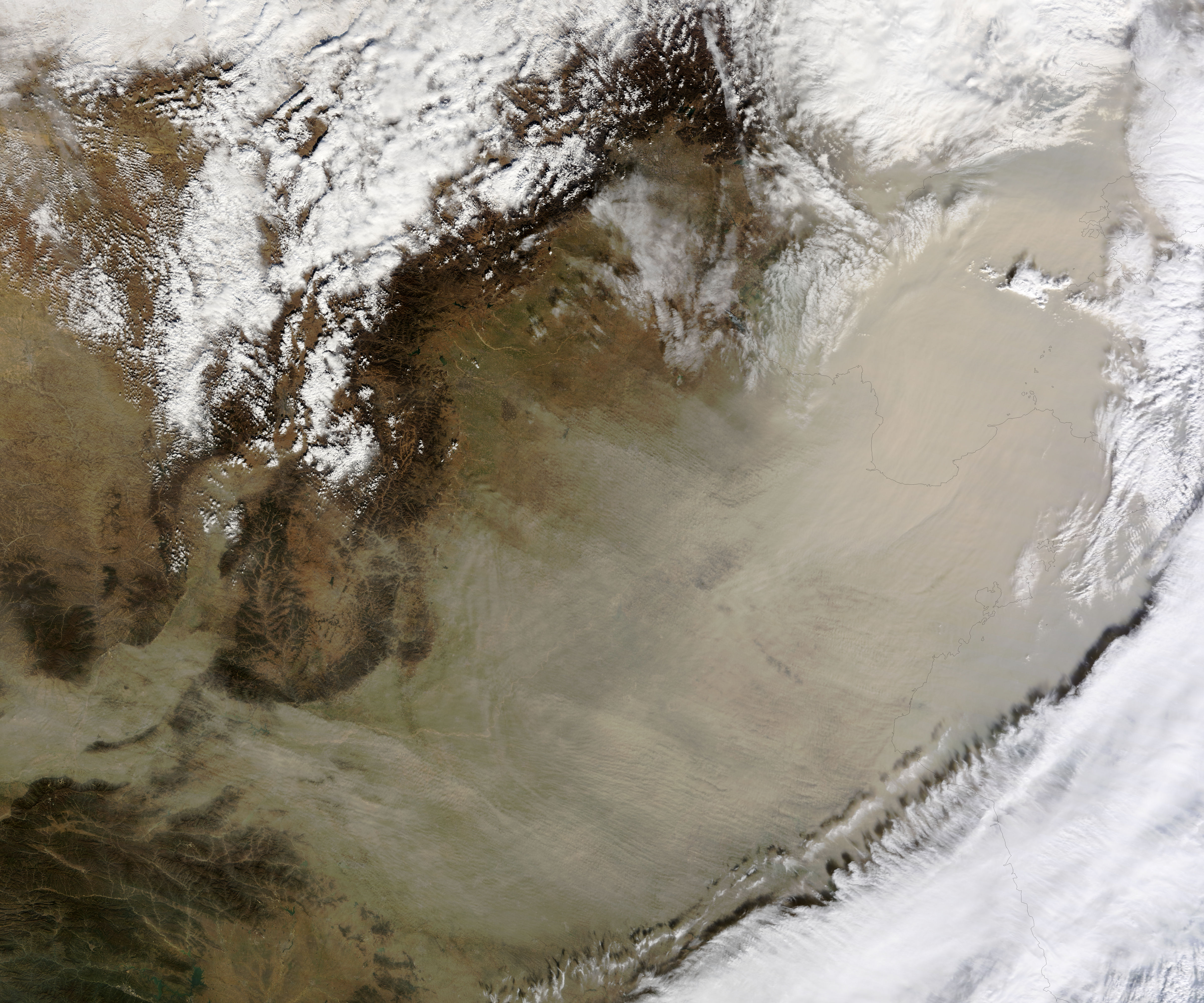
2010年11月11日に山東半島と華北平原の大部分を覆う砂の風が中国北部を横切って吹き荒れた。
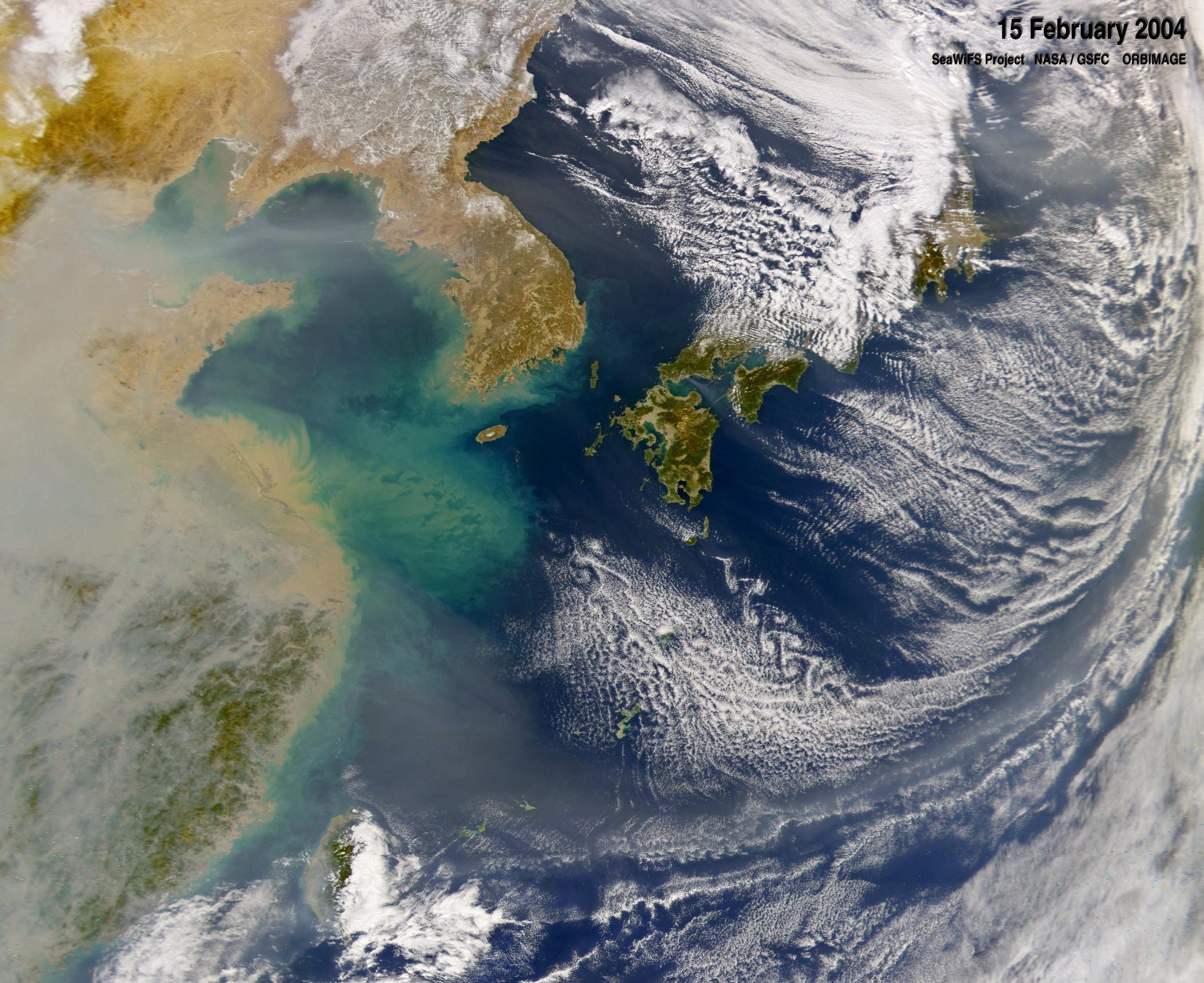
2004年2月に中国東部から近隣諸国へ広がったスモッグ
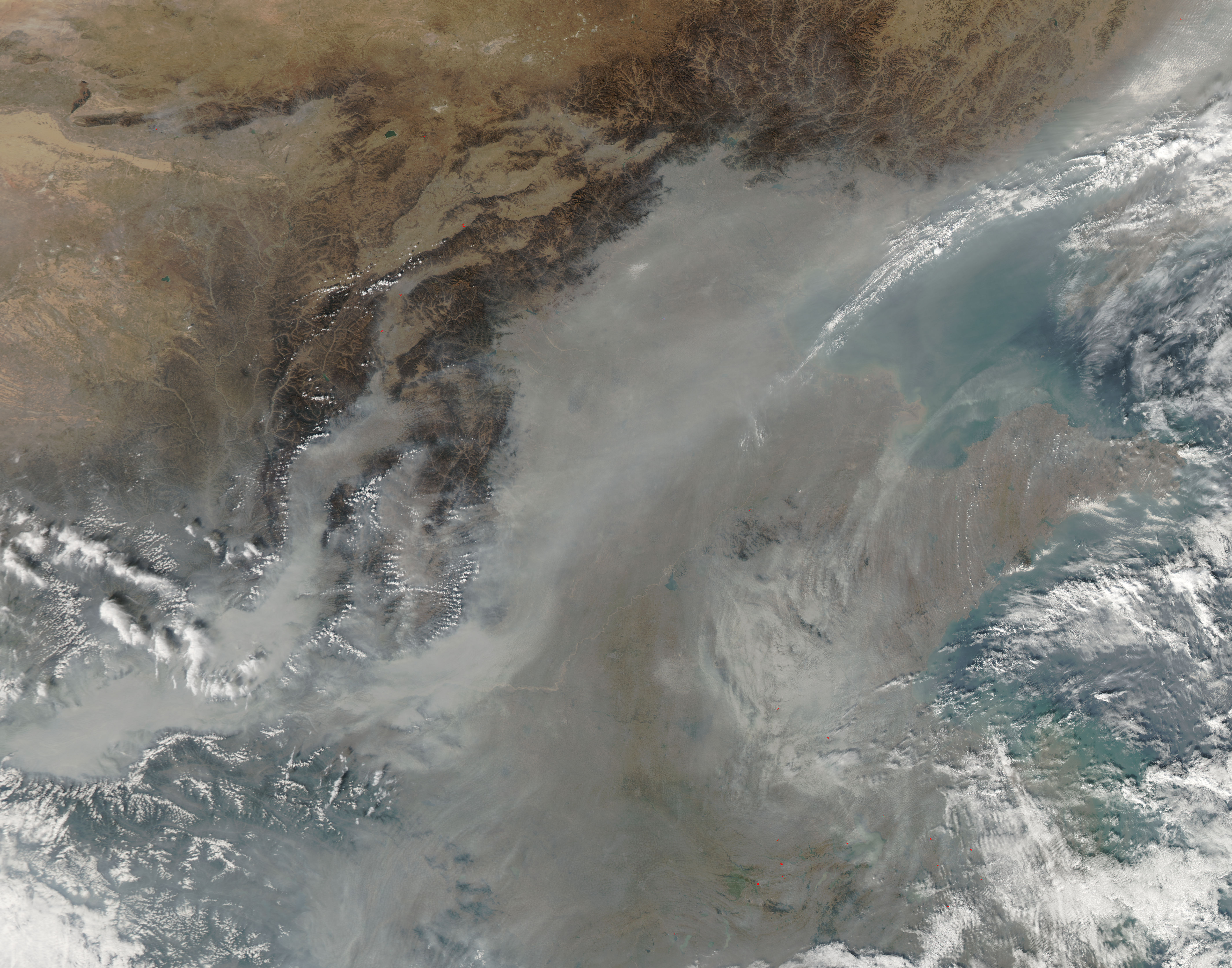
華北平原と呂梁山脈上部の煙霧(山西省)
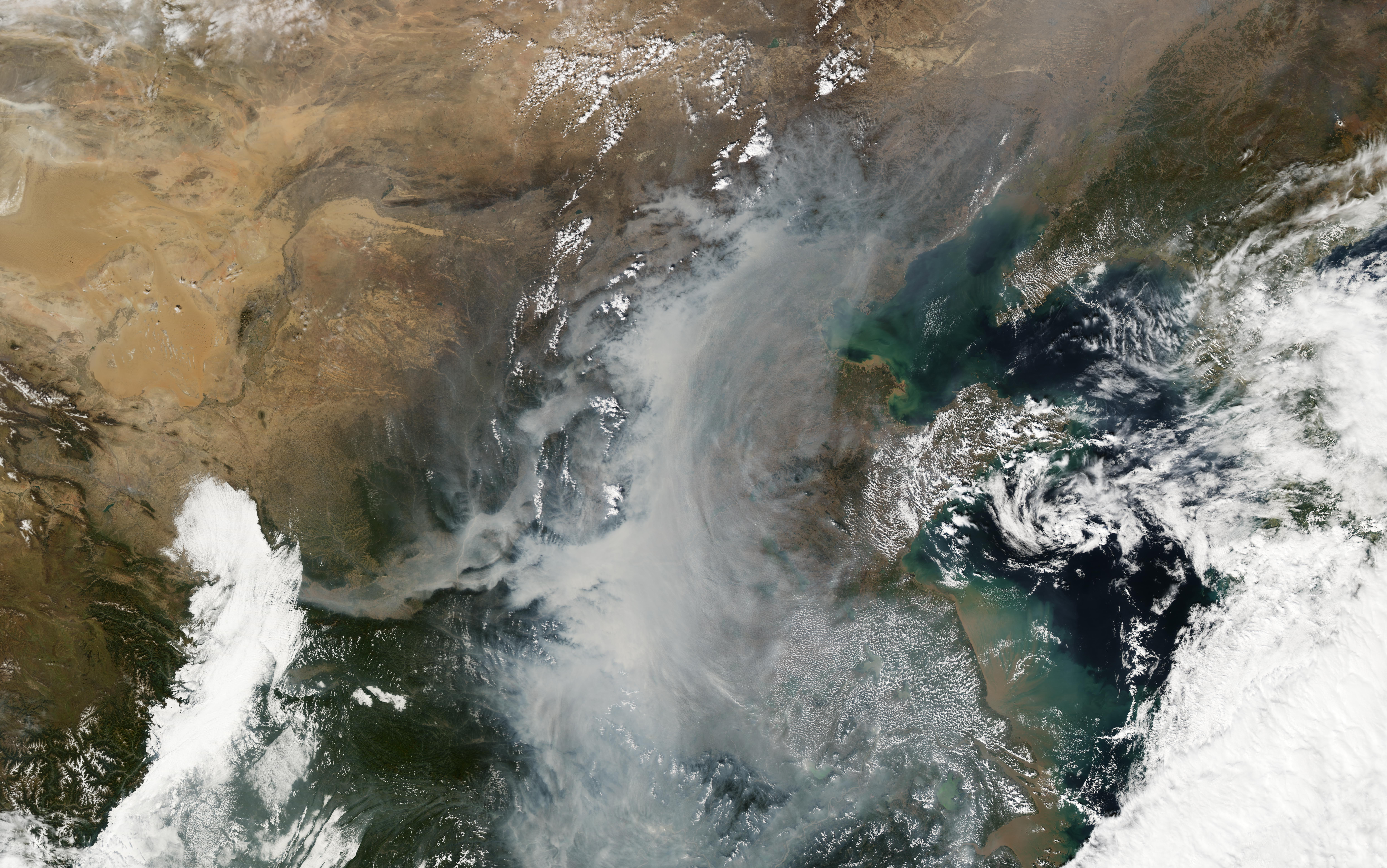
中国北部を中心とする スモッグの自然色の衛星画像
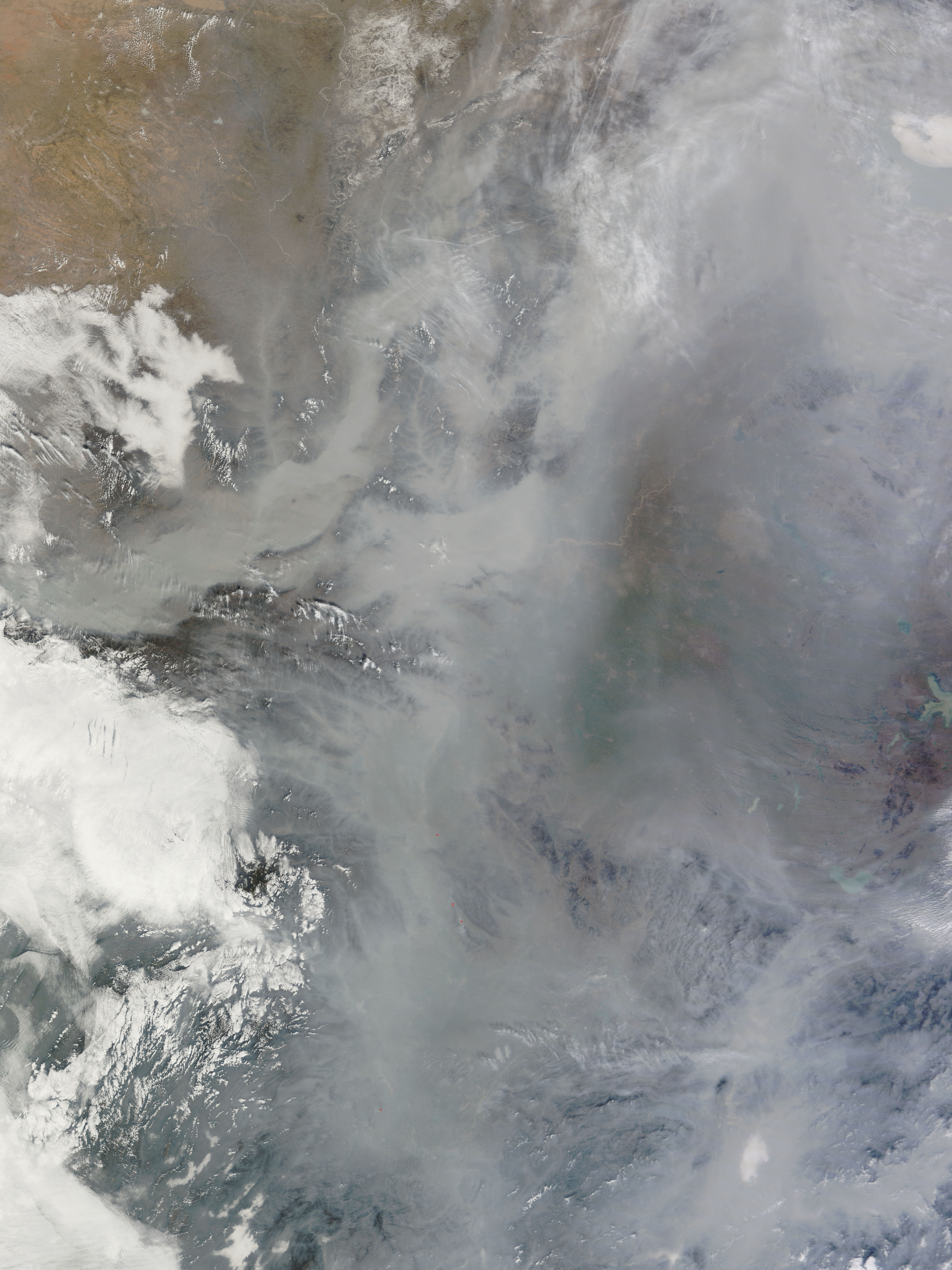
2011年2月20日に華北平原でスモッグが定着した。

### 環境問題
石炭の依存による大気汚染 (二酸化硫黄粒子)は、未処理の廃棄物による水質汚染と総最大日負荷ではなく汚染物質濃度の基準の使用などが主な問題である。特に北部では水不足が起きている。中国東部では工業が発達した結果、よく煙や霧が発生する。1949年以降、全ての農地の約5分の1の損失を伴う重度の森林破壊が、土壌流出と経済発展に結びついており、砂漠化につながっている。 中国は南極環境条約、南極条約、生物の多様性に関する条約、気候変動に関する条約、砂漠化防止のための国連条約、絶滅危惧種に関する条約、有害廃棄物条約、海洋法,1983年と1994年の国際熱帯木材協定、捕鯨規制に関する国際条約、海洋汚染に関する条約、オゾン層破壊に関する条約、マルポール条約、湿地保護に関する条約に合意している。中国は京都議定書に調印したが、インドと同様にまだ合意に基づき二酸化炭素を削減する必要がないため批准しておらず、包括的核実験禁止条約にはまだ調印していない。

## 対蹠点
中国の東部のほとんどの内陸部および沿岸部の対蹠地はアルゼンチンとチリである。例えば、内モンゴル自治区の烏海市の対蹠地はチリのバルディビアである。